# Samuel A. Taylor
Pour les articles homonymes, voir Samuel Taylor (homonymie), Taylor et Tanenbaum.
Samuel A. Taylor, nom de plume de Samuel Albert Tanenbaum, est un dramaturge, scénariste et réalisateur américain, né le 13 juin 1912 à Chicago (Illinois), mort le 26 mai 2000 à Blue Hill (Maine).

## Dramaturge
- The Happy Time, 1951
- Sabrina Fair, 1954
- The Pleasure of His Company, 1959
- First Love, 1962
- No Strings, 1963
- Beekman Place, 1964
- The Happy Time (musical), 1968
- Avanti!, 1968
- Legend, 1976

## Filmographie
Scénariste
- 1952 : Sacré Printemps (The Happy Time)
- 1954 : Sabrina
- 1956 : Tu seras un homme, mon fils (The Eddy Duchin Story)
- 1957 : Une histoire de Monte Carlo ( The Monte Carlo Story)
- 1958 : Vertigo
- 1958 : One Is a Wanderer (téléfilm), programme General Electric Theater
- 1961 : Aimez-vous Brahms... (Goodbye Again)
- 1961 : Mon séducteur de père (The Pleasure of His Company)
- 1966 : Trois sur un sofa (Three on a Couch)
- 1967 : Les Riches Familles (Rosie!)
- 1969 : L'Étau (Topaz)
- 1970 : La Promesse de l'aube (Promise at Dawn)
- 1971 : Love Machine
- 1972 : Avanti!

Réalisateur
- 1957 : Une histoire de Monte Carlo (The Monte Carlo Story)